# Ганірі
Ганірі (груз. ღანირი) — село в Грузії.
За даними перепису населення 2014 року в селі проживає 1130 осіб.